# Franklin (Wisconsin, Milwaukee megye)
Franklin város az USA Wisconsin államában, Milwaukee megyében. Lakosainak száma 36 816 fő (2020. április 1.).

## Népesség
A település népességének változása:

| 2010 | 35 451 |
| 2020 | 36 816 |